# Jules Gratier
Jules Victor Gratier (ur. 25 czerwca 1863 w Barraux w departamencie Isére, zm. 23 września 1956 w La Tronche w departamencie Isére) – Naczelny Dowódca wojsk Sprzymierzonych na Górnym Śląsku w okresie działania Międzysojuszniczej Komisji Rządzącej i Plebiscytowej.

## Życiorys
Pierwsza wzmianka o nim pojawia się w roku 1882 – został wtedy przyjęty do szkoły wojskowej w Saint-Cyr. Opuszczał ją w 1884 roku na miejscu 255 wśród 406 uczniów. W ocenie profesorów był oceniany jako zdolny i inteligentny, o naturze zdecydowanej. Jako podporucznik trafił do 105. Regimentu Piechoty. Początkowe szkolenia przeszedł we Francji, a następnie trafił do Tunezji i wziął udział w kampanii wojennej w latach 1885–1888. Następnie w latach 1888–1893 walczył w Algierii. Jego dwaj synowie polegli w trakcie walk podczas I wojny światowej. On przeżył i miał możliwość wyróżnienia się na tle innych oficerów, co pozwoliło mu na szybki awans. Zaczynał w sierpniu 1914 roku. W 1916 zorganizował 46 Dywizję Piechoty Strzelców Alpejskich i w jej szeregach walczył do końca wojny. Do jego zasług zalicza się okres od 27 września do 8 października 1918 roku, gdy przeprowadził komplet operacji zakończonych rozbiciem pozycji Hindenburga na północy od Saint-Quentin. Przygotował, i 4 listopada 1918 roku przeprowadził, śmiałą operację forsowania kanału Sambra-Oise, w wyniku czego front przesunął się o 35 km na wschód, a do niewoli dostało się 1450 niemieckich żołnierzy oraz liczne działa i armaty.
19 lutego 1919 Gratier został mianowany przez Georges'a Clemenceau (jako prezydent Rady Najwyższej) dowódcą Naczelnego Dowództwa Wojsk Sprzymierzonych na Górnym Śląsku. Wraz z nim wysłano część jego strzelców alpejskich tworząc z nich główną cześć francuskich sił okupacyjnych okresu plebiscytowego. Gratier ze względu na swą energiczność nie bardzo potrafił zrozumieć „kunktatorstwo” i tolerowanie niemieckich prowokacji przez Le Ronda. Jak sam oceniał, zajmował się głównie pilnowaniem porządku, pisaniem raportów i uspokajających rozkazów. Był niezadowolony zwłaszcza z rozczłonkowania jego jednostki na kilkuosobowe grupy, pozbawione w ten sposób znaczenia. Zwłaszcza zdenerwowały go dokonane 14 marca 1920 przesunięcia żołnierzy poza strategiczną pozycję w Gliwicach (węzeł kolejowy). Miał też liczne spięcia z dowodzącymi kontyngentami włoskim i brytyjskim. Le Rond ze swej strony musiał stale temperować temperament Gratiera i tłumaczyć mu dlaczego nie należy reagować, a tym samym zadrażniać sytuacji. Zwracał mu też uwagę na konieczność stosowania pewnej delikatności, aby nie urażać honoru sojuszników. W maju (raport z 11 maja 1921) podczas podróży do Koźla Gratier został otoczony przez oddział niemieckiej policji i zdołał się ocalić tylko dzięki pomocy angielskiej. W odpowiedzi na zamordowanie w Bytomiu majora Bernarda Montalégre (4 lipca 1921) Gratier spacyfikował tłum (zginęło paru Niemców) i wziął kilku zakładników dla utrzymania spokoju i wprowadził godzinę policyjną. Decyzją Le Ronda pogrzeb zamordowanego majora odbył się w Gliwicach a Gratier zdołał wygłosić antyniemiecką mowę pogrzebową na uroczystej mszy żałobnej odprawionej w Bytomiu. Za sprawą Le Ronda, mimo pozytywnej opinii, w lipcu 1921 roku Gratier został odwołany ze stanowiska i powrócił do Francji (na stanowisku zastąpił go Stanisław Naulin).
We Francji, od września 1921 roku objął dowództwo nad 3 Dywizją Piechoty w Amiens. Od początku 1922 roku dowodził francuską dywizją w Algierze. W 1925 roku przeszedł na emeryturę.

## Odznaczenia
Gratier otrzymał następujące polskie odznaczenia:
- Krzyż Srebrny Orderu Virtuti Militari oraz
- Krzyż Komandorski Polonia Restituta w listopadzie 1922 r.

Ponadto otrzymał:
- Wielki Oficer Legii Honorowej z 28 grudnia 1924
  - Kawaler Legii Honorowej z 25 grudnia 1899
  - Oficer Legii Honorowej z 30 grudnia 1914
  - Komandor Legii Honorowej z 18 kwietnia 1918
- Francuski Krzyż Wojenny (1914–1918) z trzema gałązkami palmowymi
- Belgijski Krzyż Wojenny
- Krzyż Wojenny TOE z gałązką palmową
- Medal Interalliée de la Victoire
- Medal Commémorative de la Grande Guerre